# شمال ایکاراناد
شمال ایکاراناد (به انگلیسی: Aikaranad North) یک منطقهٔ مسکونی در هند است که در کرالا واقع شده‌است.

## خصوصیات
شمال ایکاراناد ۱۸٬۹۴۰ نفر جمعیت دارد.